# دوايت دافيس
دوايت إف ديفيس (بالإنجليزية: Dwight F. Davis)‏ كان لاعب كرة مضرب أمريكي بدأ مسيرته كمحترف سنة 1895 وكان يلعب باليد اليسرى، اعتزل اللعب في 1902. كما أنه أحد أبطال الجراند سلام. أعلى تصنيف له في الفردي كان المركز الـ 5 في سنة 1900. سبق أن شارك في دورة الألعاب الأولمبية الصيفية.

## روابط خارجية
- دوايت دافيس على موقع رابطة محترفي التنس (الإنجليزية)
- دوايت دافيس على موقع الاتحاد الدولي لكرة المضرب (الإنجليزية)
- دوايت دافيس على موقع كأس ديفيز (الإنجليزية)
- دوايت دافيس على موقع قاعة مشاهير كرة المضرب الدولية (الإنجليزية)
- دوايت دافيس على موقع خلاصة التنس.كوم (الإنجليزية)
- دوايت دافيس على موقع اللجنة الأولمبية الدولية (الإنجليزية)
- دوايت دافيس على موقع أوليمبيديا (الإنجليزية)